# Ангел Черкезов
Ангел Стоянов Черкезов е български политик, кмет на град Добрич и на град Драма, България.

## Биография
Роден е в 1894 година в горнооряховското село Кара Хасан. Завършва право. Областен управител е в Никопол. На 2 април 1941 година е назначен от министър Петър Габровски за кмет на Добрич и встъпва в длъжност на 9 април. Помощник кметове му са Петър Дончев, Иван Захариев и Александър Милев. Като кмет в Добрич е изправен пред проблема за водоснабдяването на града. Успява да издейства държавен заем от 3 000 000 лева, с който са закупени осем километра манесманови тръби, като с два от тях е ремонтирана съществуващата водопреносна мрежа, а с останалите шест до Добрич е доведена вода от нови източници. Кметът получава разрешение за строеж и заявява материали за изграждане на две помпени станции. Двама архитекти успоредно работят по нов градоустройствен план на Добрич. На 1 юни 1941 година е възстановен Добричкият панаир, проведен за последно в 1912 година. В София Черкезов се среща с министъра на железниците Иван Горанов и представя своя проект за изграждане на товарна железопътна гара в Житния квартал на града, като очакваните приходи за държавата са между 1 000 000 и 2 000 000 лева годишно. За доизграждане на вече започнатото училище „Христо Ботев“ вместо първоначалните 200 000 лева се отпуснати 250 000 лева. Министерството на търговията, промишлеността и труда на 15 септември 1941 година открива Промишлено коларо-железарско строително училище в града. Добричкият градски театър при читалището „Йордан Йовков“ става Добруджански областен театър, на който държавата отпуска 500 000 лева субсидия като 200 000 лева се превеждат веднага. С тези пари е закупено оборудване и на 2 ноември 1941 година тържествено е открит първият театрален сезон в Добрич в присъствието на кмета, областния директор както и кметовете на Варна и Шумен. При кметуването на Черкезов се провежда и Седмица на българската книга с гости Дора Габе и Славчо Красински.
С министерска заповед от 9 декември 1941 година Черкезов е назначен за кмет на Драма, тогава анексирана от Царство България. След войната е съден от така наречения Народен съд за депортацията на драмските евреи, но е оправдан.